# La Lédoise

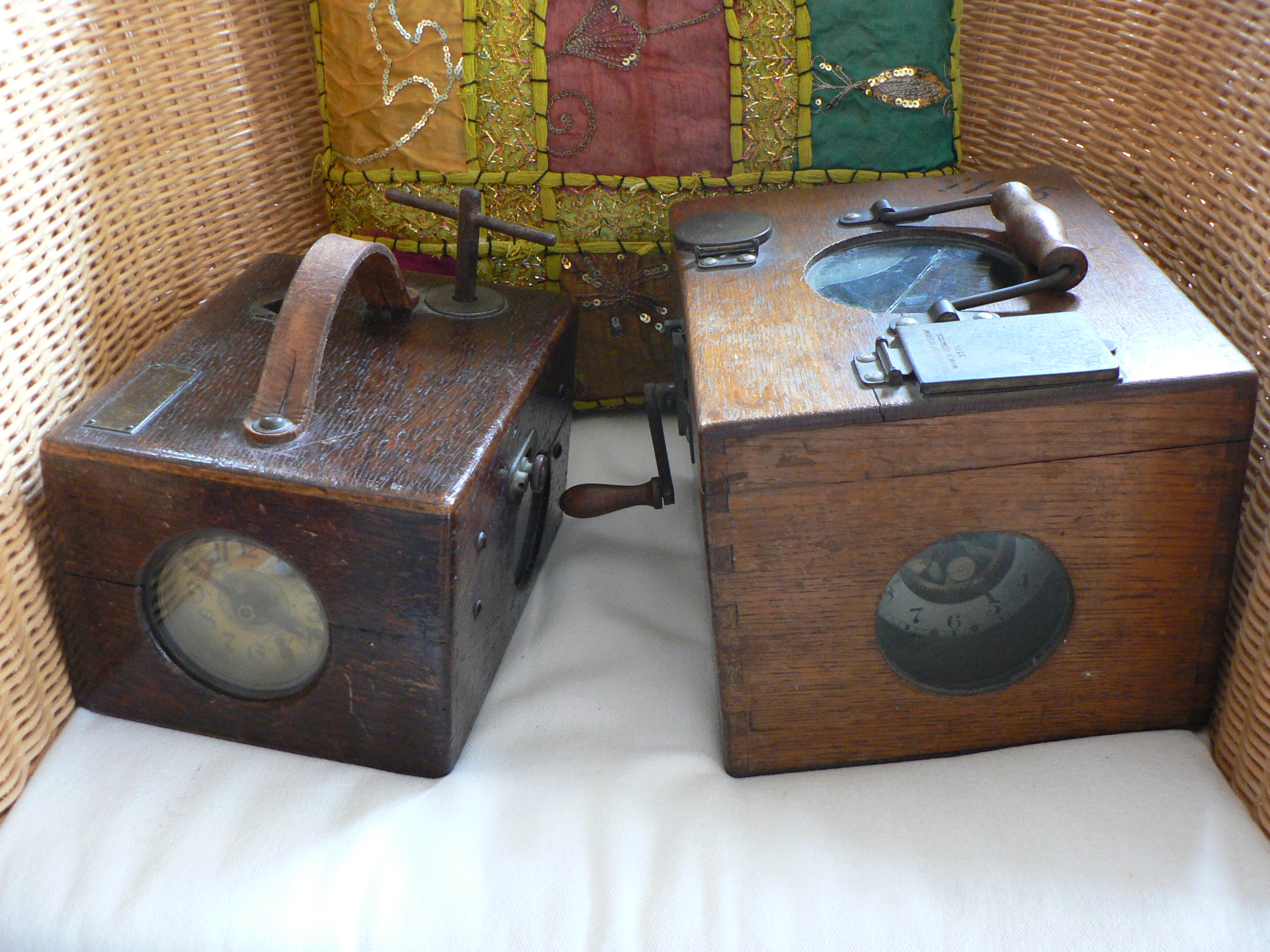
Enkele voorbeelden van duivenklokken.

La Lédoise was een fabriek van duivenklokken of de constateur zoals die beter was gekend bij de duivenmelkers. Het bedrijf werd opgericht door de familie Van Nerum en is nog steeds - maar inactief - gevestigd in het Belgische Lede. Het was actief van 1898 tot 1971.
Theodoor Corthals, die werkte bij de uurwerkmaker Jozef Van Nerum, ontwikkelde er in 1898 de eerste constateur.

## Duivenmelkers
Door de inbreng van de duifring in de constateur kon men de exacte tijd bepalen tussen het punt van vertrek en de aankomst thuis op de eigen duiventil van de duivenmelker. De constateur was een klein houten bakje met daarin de prikklok, maar kende gedurende decennia opeenvolgende evoluties. Al was het maar om het frauderen van de deelnemers tegen te gaan.
Daarnaast produceerde La Lédoise ook de rubberen ringetjes die de duiven droegen en de papieren cadrans of schijven waarop men de uren, de minuten en seconden kon aflezen.
Begin jaren '70 diende het bedrijf de productie van het meettoestel stil te leggen omwille van de concurrentie uit het buitenland en de toenemende automatisering. Daar waar men zelf aanvankelijk zijn toestellen uitvoerde tot buiten het Europese continent.
Een deel van het bedrijf bleef intact bestaan zoals het bij sluiting achterbleef en doet thans dienst als museum.
In 1999 werd de fabriek beschermd als monument.